# Brevicoryne
Brevicoryne (лат.) — род насекомых семейства настоящих тлей (Aphididae). Включает множество видов, являющихся сельскохозяйственными вредителями.

## Хозяева
Этот род паразитирует на широком спектре хозяев, включая многих представителей семейства Brassicaceae (брокколи, кочанная капуста, листовая капуста и т. д.).

## Взрослые
Взрослые особи отличаются от нимф более темным телом. Они могут быть крылатыми или не иметь крыльев.

## Паразиты
Многие виды наездников паразитируют на молоди (нимфе); впрыскивают яйца с помощью яйцеклада, создавая «мумии» (названные так из-за их высохшего вида).

## Виды
- Brevicoryne arctica Richards, 1963
- Brevicoryne barbareae Nevsky 1929
- Капустная тля[1] (Brevicoryne brassicae)[2]
- Brevicoryne crambe Bozhko, 1950
- Brevicoryne crambinistataricae Bozhko, 1953
- Brevicoryne fraterna Strom, 1938
- Brevicoryne jiayuguanensis Zhang, Chen, Zhong & Li, 1999
- Brevicoryne lonicerina Mukh & Akhm, 1980[3]
- Brevicoryne nigrosiphunculata Hodjat, 1981
- Brevicoryne shaposhnikovi Narzikulov, 1957[4]